# Matthias Glabus

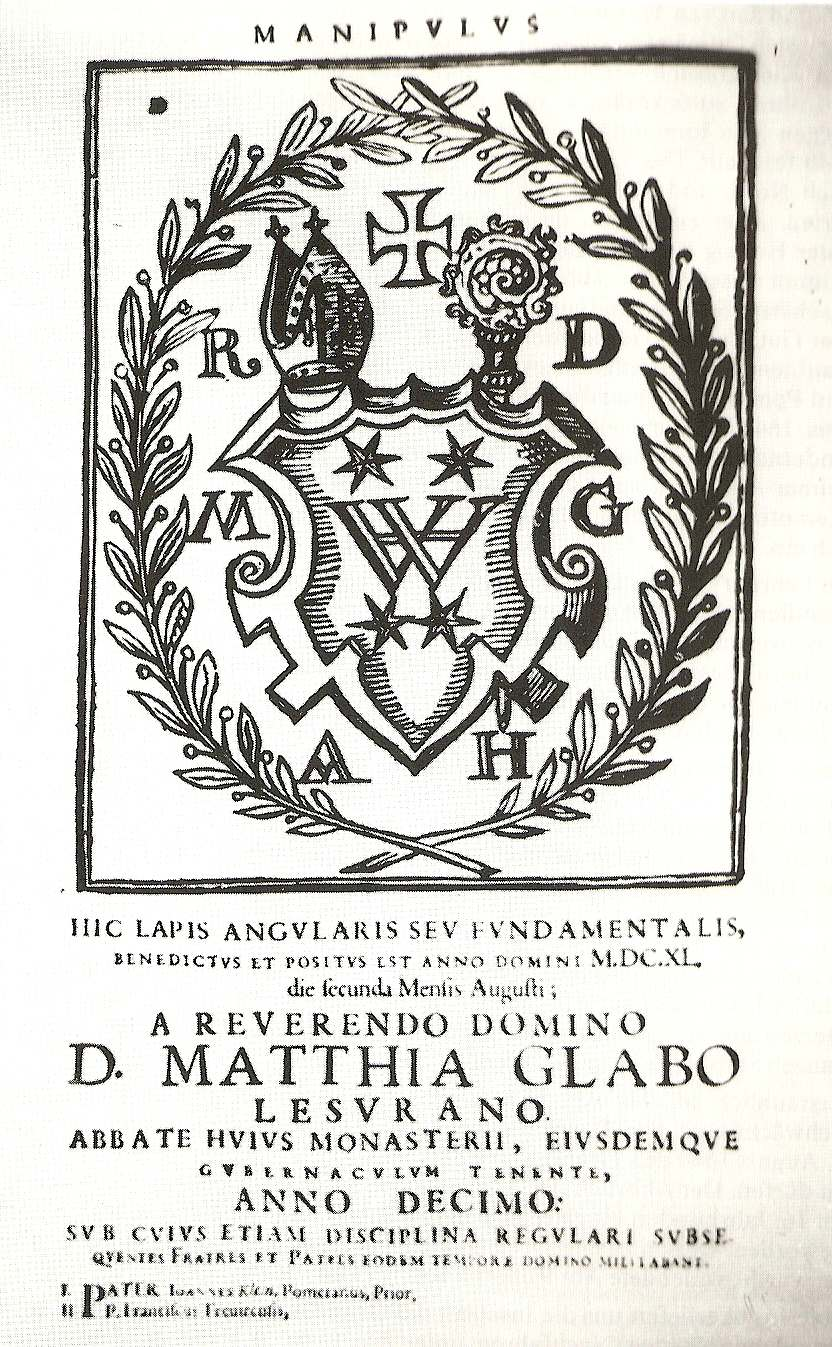
Gründungsurkunde für den Klosterneubau unter Abt Matthias Glabus 1640 mit seinem Wappen und den Pontifikalien

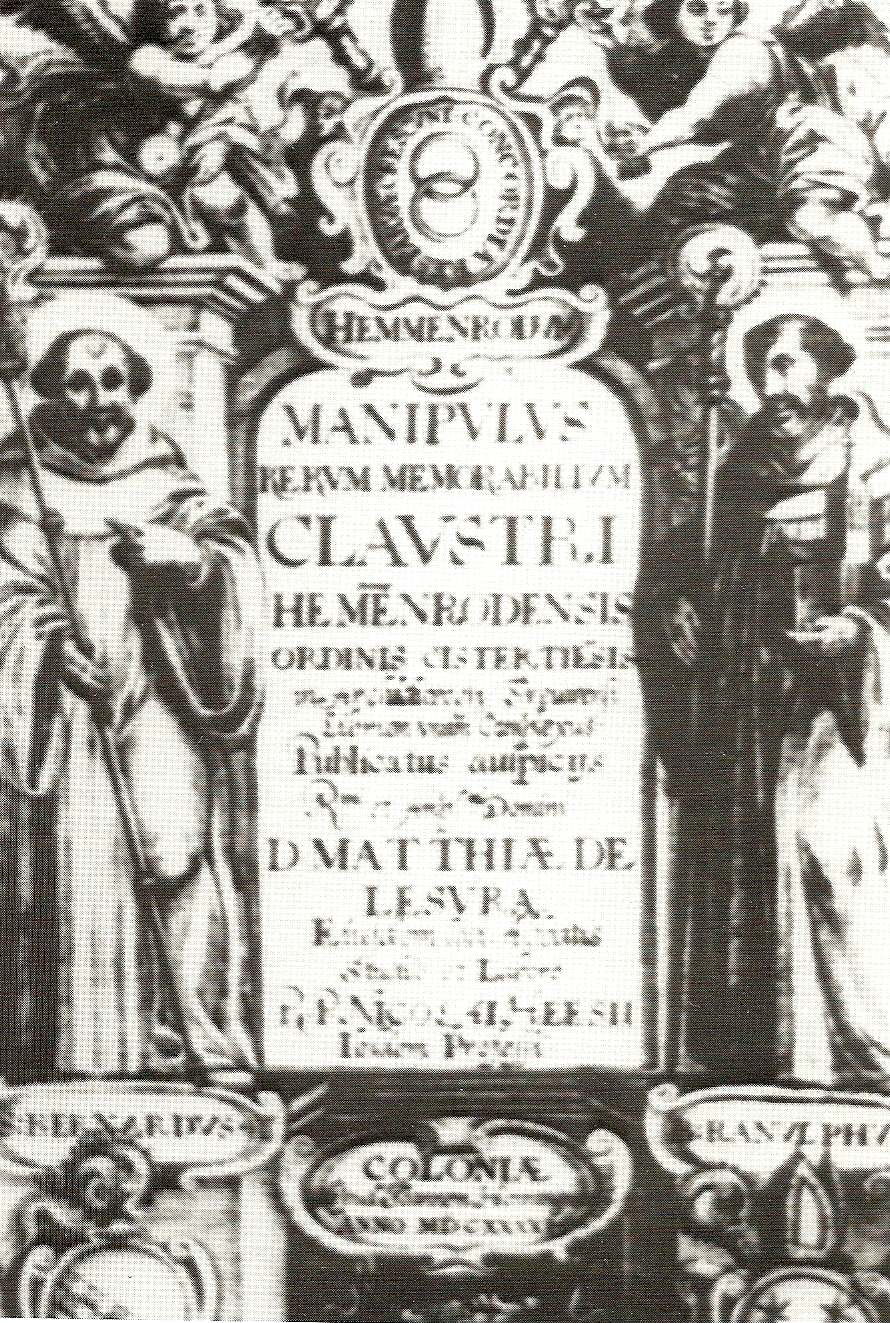
Titelblatt der „Klostergeschichte von Himmerod“, 1641

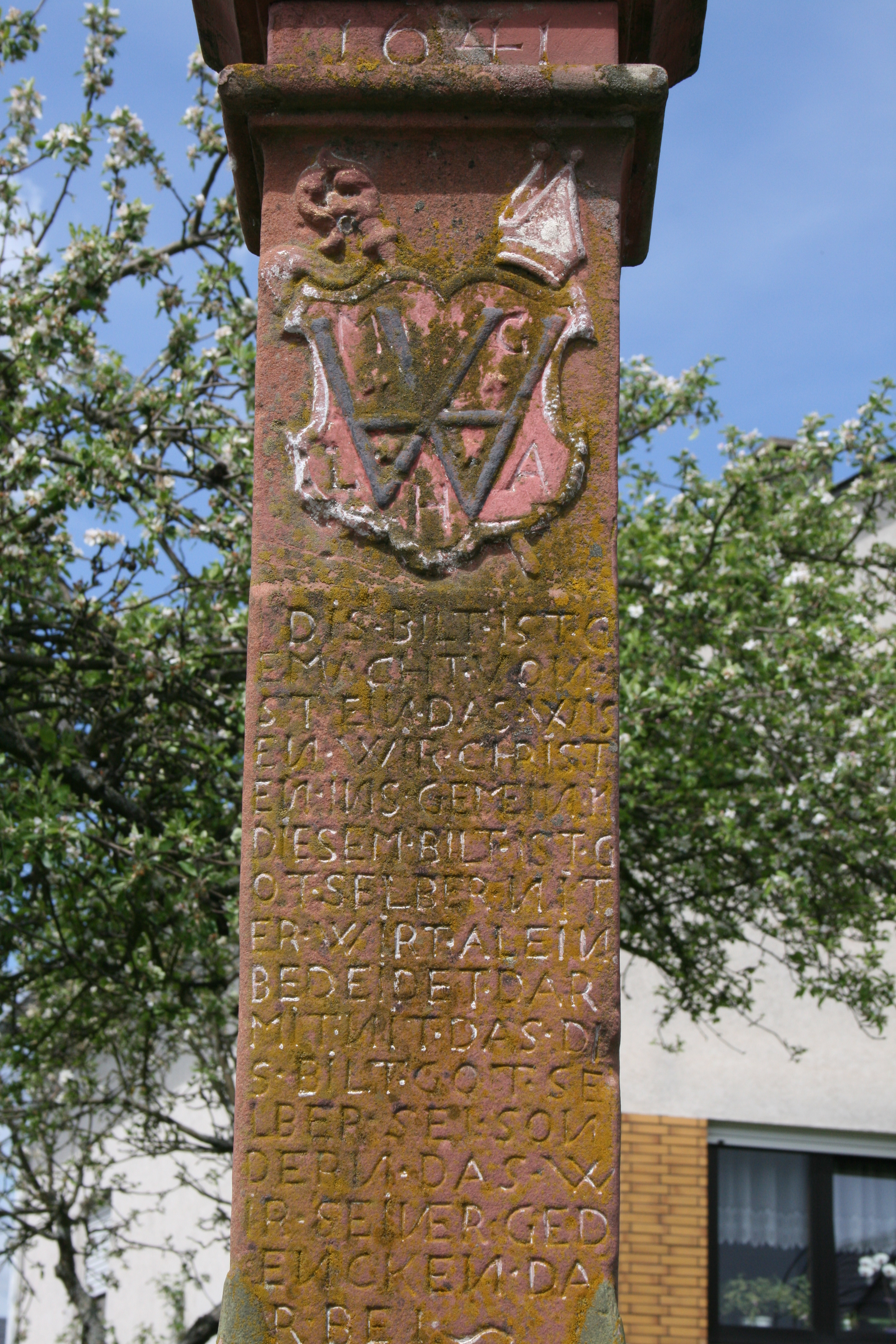
Detail des Glabuskreuzes in Lieser, datiert 1641

Matthias Glabus (* um 1590 in Lieser; † 15. Februar 1648 im Klosterhof Siebenborn) war in der Zeit des Dreißigjährigen Krieges von 1631 bis 1647 Abt im Zisterzienserkloster Himmerod. In seine Amtszeit fiel die Grundsteinlegung für den Klosterneubau. Unter seiner Ägide erschien 1641 die erste gedruckte Klostergeschichte von Himmerod. Für die jungen Mönche schrieb er eine Forma Conversationis, einen Führer zum geistlichen Leben.

## Leben und Wirken
Das Geburtsdatum und die Namen der Eltern sind nicht überliefert. Im Jahre 1613 wurde Glabus Bakkalaureus der freien Künste an der Universität Trier. Am 13. August desselben Jahres trat er ins Zisterzienserkloster Himmerod ein, wo er am 15. August 1614 die Profess ablegte. Das Datum seiner Priesterweihe ist unbekannt. Im Jahre 1628 wurde er Subprior und Beichtvater der Zisterzienserinnen von Löwenbrücken bei Trier. Nachdem er am 12. Juni 1631 im Kloster Himmerod zum Abt gewählt worden war, wurde er im Juni offiziell durch den Weihbischof Georg von Helfenstein und die Trierer Äbte von St. Matthias und St. Marien geweiht und in das Amt eingeführt.
Nachdem sich der Trierer geistliche Kurfürst Philipp Christoph von Sötern im Dreißigjährigen Krieg im Jahre 1632 auf die Seite Richelieus gestellt hatte, wurden das Kurfürstentum Trier und Kloster Himmerod in den Krieg hineingezogen. Im Jahre 1632 mussten Glabus und die Mönche allein dreimal vor den holländischen und schwedischen Soldaten nach Sankt Thomas (Eifel), sowie in die Wasserburgen Oberkail und Seinsfeld fliehen. Hinzu kam der Ausbruch der Pest, woraufhin sich der Konvent kurzfristig zerstreute.
Auch nach der Gefangennahme des Trierer Erzbischofs Sötern im Jahre 1635 wurde das Kloster nicht von Requirierungen und Plünderungen verschont. In den Jahren 1635–1636 beherbergte das Kloster die Äbte von Kloster Eberbach und Kloster Arnsburg sowie einen Teil von deren Konventen.
Trotz der Kriegswirren konnte Glabus am 2. August 1640 den Grundstein für den Klosterneubau legen. Dieser wurde allerdings erst im Jahre 1688 unter dem Abt Robert Bootz vollendet. Im Jahre 1645 führte Glabus eine Visitation der dem Kloster unterstellten Besitzungen durch und schrieb darüber einen Bericht.
Nach einem Schlaganfall übertrug Glabus am 9. Februar 1647 dem Prior die Jurisdiktionsgewalt und trat am 14. September 1647 als Abt zurück. Anschließend zog er sich auf den Klosterhof Siebenborn zurück, wo er am 15. Februar 1648 starb. Seine Leiche wurde nach Kloster Himmerod überführt und im Kapitelsaal beigesetzt.
An Abt Glabus erinnern unter anderem das Glabuskreuz und das Zehnthaus in Lieser, sowie eine von ihm gestiftete Grablegungsgruppe für die Klosterkirche Himmerod, die sich heute in Spangdahlem befindet.